# سیمونه اینزاگی
سیمونه اینزاگی (به ایتالیایی: Simone Inzaghi) (زادهٔ ۵ آوریل ۱۹۷۶) بازیکن پیشین و سرمربی کنونی فوتبال اهل ایتالیا است که هم اکنون هدایت باشگاه فوتبال الهلال عربستان را برعهده دارد.
اینزاگی به واسطه به‌کارگیری سیستم ۲-۵-۳ شناخته می‌شود؛ او یکی از چند مربی ایتالیایی است که باعث احیا و بهبود قابل توجه این سیستم تاکتیکی شده‌است.

## زندگی شخصی
سیمونه اینزاگی که در تاریخ ۵ آوریل ۱۹۷۶ در شهر پیاچنزا متولد شد. او برادر کوچک تر فیلیپو اینزاگی بازیکن سابق تیم ملی ایتالیا، یوونتوس و آ.ث. میلان است.
او از سال ۲۰۰۰ تا سال ۲۰۰۴ با آلسیا مارکوتسی بازیگر و مجری تلویزیون در ارتباط بوده است. آنها یک پسر دارند که در سال ۲۰۰۱ متولد شد. اینزاگی در ۳ ژوئن ۲۰۱۸ با گایا لوکاریلو ازدواج کرد.

## عملکرد باشگاهی

### پیاچنزا
او دوران حرفه ای خود را در سال ۱۹۹۳ با باشگاه فوتبال پیاچنزا شروع کرد. جایی که با برادرش فیلیپو اینزاگی هم بازی شد. اگرچه در آن فصل در هیچ مسابقه ای با تیم اصلی بازی نکرد. فصل به او به باشگاه فوتبال کارپی در سری سی قرض داده شد فصل بعد نیز به صورت قرضی برای باشگاه فوتبال نووارا در سری دی توپ زد جایی که اولین گل حرفه ای خود را به ثمر رساند. اینزاگی پس از دو دوره قرضی در باشگاه فوتبال لومتزانه و باشگاه فوتبال برسچلو در فصل ۹۹–۱۹۹۸ به باشگاه فوتبال پیاچنزا برای حضور در سری آ بازگشت او در این فصل ۳۰ بازی انجام داد و ۱۵ گل به ثمر رساند.

### لاتزیو
سیمونه اینزاگی در سال ۱۹۹۹ به باشگاه فوتبال لاتزیو پیوست.
اینزاگی در فصل ۲۰۰۰–۱۹۹۹ ۲۲ بازی در سری آ برای باشگاه فوتبال لاتزیو انجام داد و ۷ گل به ثمر رساند. در پایان این فصل او همراه تیمش‌ به قهرمانی سری آ و کوپا ایتالیا دست یافت. او در فصل ۰۴–۲۰۰۳ او بار دیگر قهرمان جام حذفی فوتبال ایتالیا شد.
اینزاگی نیمه دوم فصل ۰۵–۲۰۰۴ به مدت ۶ ماه به صورت قرضی به باشگاه فوتبال سمپدوریا پیوست. فصل ۰۸–۲۰۰۷ را نیز در باشگاه فوتبال آتالانتا به صورت قرضی سپری کرد.
او بعد از بازگشت از آتالانتا در طول دو فصل در مجموع ۱۳ بازی برای تیمش انجام داد همین موضوع باعث شد در تابستان ۲۰۱۰ در سن ۳۴ سالگی از دنیای فوتبال خداحافظی کند.

## عملکرد ملی
اینزاگی سه بار برای تیم ملی فوتبال ایتالیا بازی کرده است. او اولین بازی خود را ۲۹ مارس ۲۰۰۰ مقابل  تیم ملی فوتبال اسپانیا انجام داد که با شکست ۲ بر ۰ آتزوری همراه بود. او دومین و سومین به بازی ملی خود را به ترتیب مقابل تیم ملی فوتبال انگلستان در تاریخ ۱۵ نوامبر ۲۰۰۰ و رومانی در تاریخ ۱۶ نوامبر ۲۰۰۳ زیر نظر جووانی تراپاتونی انجام داد.

## عملکرد مربیگری

### لاتزیو
در تاریخ ۳ آوریل ۲۰۱۶ پس از اخراج استفانو پیولی او به طور موقت سکان هدایت باشگاه فوتبال لاتزیو را بر عهده گرفت.
در فصل ۱۷–۲۰۱۶ پس از اینکه مارچلو بیلسا تنها یک هفته پس از انتصاب از سمت خود استعفا داد اینزاگی به عنوان سرمربی دائمی عقاب‌ها معرفی شد. او تیم را به مقام پنجم در سری آ و همچنین فینال جام حذفی فوتبال ایتالیا ۲۰۱۷ رساند. در ۷ ژوئن ۲۰۱۷ او قرارداد خود را تا سال ۲۰۲۰ تمدید کرد.
او فصل ۱۸–۲۰۱۷ را با قهرمانی در سوپرجام فوتبال ایتالیا ۲۰۱۷ شروع کرد. در پایان فصل لاتزیو دوباره در سری آ پنجم شد.
در فصل ۱۸–۲۰۱۷ باشگاه فوتبال لاتزیو با نتیجه ۲-۰ باشگاه فوتبال آتالانتا را شکست داد و قهرمان جام حذفی فوتبال ایتالیا ۱۸–۲۰۱۷ شد. در ۲۲ دسامبر ۲۰۱۹ اینزاگی دومین قهرمانی خود در سوپرجام فوتبال ایتالیا را با بیانکوچلستی به لطف پیروزی ۳-۱ مقابل باشگاه فوتبال یوونتوس به دست آورد.

### اینتر میلان
باشگاه فوتبال اینتر میلان در ۳ ژوئن ۲۰۲۱ اینزاگی را با قرادادی دو ساله به عنوان جانشین آنتونیو کونته به خدمت گرفت.
اینزاگی در اولین فصل حضور خود به عنوان سرمربی اینتر قهرمان سوپرجام فوتبال ایتالیا در ۱۲ ژانویه ۲۰۲۲ و جام حذفی فوتبال ایتالیا در ۱۱ می ۲۰۲۲ شد و یوونتوس را به ترتیب ۲–۱ در ورزشگاه جوزپه مه آتزا و ۴–۲ در ورزشگاه المپیک رم شکست داد. او در لیگ فصل را در جایگاه دوم به پایان رساند.
در فصل دوم خود در سری آ پس از باشگاه فوتبال ناپولی و باشگاه فوتبال لاتزیو در جایگاه سوم ایستاد. اما قهرمانی در سوپرجام فوتبال ایتالیا و جام حذفی فوتبال ایتالیا را تکرار کرد. او نراتزوری را پس از ۱۳ سال در لیگ قهرمانان اروپا به فینال رساند اما با شکست ۱ بر ۰ مقابل باشگاه فوتبال منچستر سیتی دستش از جام کوتاه ماند. در ۵ سپتامبر ۲۰۲۳ اینزاگی قرارداد خود را با باشگاه فوتبال اینتر میلان تا سال ۲۰۲۵ تمدید کرد.
او در فصل ۲۴–۲۰۲۳ با ۹۴ امتیاز به قهرمانی در سری آ رسید.
اینزاگی بار دیگر در فصل ۲۵–۲۰۲۴ موفق شد باشگاه فوتبال اینتر میلان را به فینال لیگ قهرمانان اروپا برساند اما اینبار نیز نتیجه را به باشگاه فوتبال پاری سن ژرمن واگذار کرد. در لیگ داخلی هم اینتر تنها با یک امتیاز اختلاف قهرمانی را از دست داد.
در ۳ ژوئن ۲۰۲۵ اینزاگی با توافق دو طرفه از باشگاه فوتبال اینتر میلان جدا شد.

### الهلال
در ۵ ژوئن ۲۰۲۵ او با امضای قراردادی دو ساله به عنوان سرمربی باشگاه فوتبال الهلال عربستان سعودی منصوب شد.

## افتخارات

### به عنوان بازیکن
نووارا
- سری سی(۱): ۹۶–۱۹۹۵

لومتزانه
- سری سی(۱): ۹۷–۱۹۹۶

لاتزیو
- سری آ(۱): ۲۰۰۰–۱۹۹۹
- جام حذفی فوتبال ایتالیا(۳): ۲۰۰۰–۱۹۹۹، ۰۴–۲۰۰۳، ۰۹–۲۰۰۸
- سوپر جام فوتبال ایتالیا(۲): ۲۰۰۰، ۲۰۰۹
- سوپر جام اروپا(۱): ۱۹۹۹

### به عنوان مربی
لاتزیو
- جام حذفی فوتبال ایتالیا(۱): ۱۹–۲۰۱۸
- سوپر جام فوتبال ایتالیا(۲): ۲۰۱۷، ۲۰۱۹

اینتر میلان
- سری آ(۱): ۲۴–۲۰۲۳
- جام حذفی فوتبال ایتالیا(۲): ۲۲–۲۰۲۱، ۲۳–۲۰۲۲
- سوپر جام فوتبال ایتالیا(۳): ۲۰۲۱، ۲۰۲۲، ۲۰۲۳
- لیگ قهرمانان اروپا: ۲۳–۲۰۲۲، ۲۵–۲۰۲۴ (نایب قهرمان)

### فردی
- مربی سال سری آ(۱): ۲۰۲۴
- نیمکت طلایی(۱): ۲۴–۲۰۲۳
- مربی فصل سری آ(۱): ۲۴–۲۰۲۳
- مربی برتر ماه سری آ(۵): دسامبر ۲۰۲۱، اکتبر ۲۰۲۳، ژانویه ۲۰۲۴، آوریل ۲۰۲۴، دسامبر ۲۰۲۴

## آمار مربیگری
تا تاریخ ۱۹ ژوئیه ۲۰۲۵
| تیم         | کشور          | از           | تا          | رکورد | رکورد | رکورد | رکورد | رکورد   |
| تیم         | کشور          | از           | تا          | تفاضل | برد   | مساوی | باخت  | پیروز % |
| ----------- | ------------- | ------------ | ----------- | ----- | ----- | ----- | ----- | ------- |
| لاتزیو      | ایتالیا       | ۳ آوریل ۲۰۱۶ | ۲۷ مهٔ ۲۰۲۱  | ۲۵۱   | ۱۳۵   | ۴۳    | ۷۳    | ۰۵۴     |
| اینتر میلان | ایتالیا       | ۱ ژوئیه ۲۰۲۱ | ۳ ژوئن ۲۰۲۵ | ۲۱۶   | ۱۴۱   | ۴۱    | ۳۴    | ۰۶۵     |
| الهلال      | عربستان سعودی | ۵ ژوئن ۲۰۲۵  | تا کنون     | ۵     | ۲     | ۲     | ۱     | ۰۴۰     |
| مجموع       | مجموع         | مجموع        | مجموع       | ۴۷۲   | ۲۷۷   | ۸۸    | ۱۰۷   | ۰۵۹     |

## آمار ملی

### بازی‌های ملی
| تیم ملی فوتبال ایتالیا | تیم ملی فوتبال ایتالیا | تیم ملی فوتبال ایتالیا |
| سال                    | بازی                   | گل                     |
| ---------------------- | ---------------------- | ---------------------- |
| ۲۰۰۰                   | ۲                      | ۰                      |
| ۲۰۰۳                   | ۱                      | ۰                      |
| مجموع                  | ۳                      | ۰                      |